# Cycas revoluta
Cycas revoluta, ook wel "cycaspalm", "smalbladige sagopalm" of "vredespalm" genoemd behoort tot de palmvarens (Cycadales). Hoewel deze naaktzadige planten enigszins op kleine palmachtige boompjes lijken, zijn ze meer verwant aan coniferen dan aan palmen of varens.  
De soort staat op de Rode Lijst van de IUCN geklasseerd als 'niet bedreigd'.

## Kenmerken
De (vrouwelijke) macrosporofyllen staan in kransen om de stam van de plant. 
De grote zaadknoppen staan aan de rand van de bladvormige sporofyllen. De (mannelijke) microsporofyllen staan in een strobilus of kegel. De sporofyllen dragen aan de onderkant in grote aantallen de microsporangia, waar de microsporen of het pollen gevormd worden.

## Verspreiding
De plant komt oorspronkelijk uit Papoea-Nieuw-Guinea, maar komt nu ook voor in Oost- en Zuidoost-Azië (Japan, Indonesië, Maleisië), India, Sri Lanka en Madagaskar.

### Prehistorie
De soort is reeds fossiel bekend van de warmere mangrove-bossen in het Carboon, waar hij leefde op drooggevallen eilandjes.

### Gebruik door de mens
In Europa is Cycas revoluta een geliefde kamerplant. De bladeren werden in sommige gebieden gebruikt op palmzondag.
De stam kan gegeten worden en de bladeren worden door de lokale bevolking gebruikt om hun daken mee te bedekken. Bladeren en zaden zijn giftig.

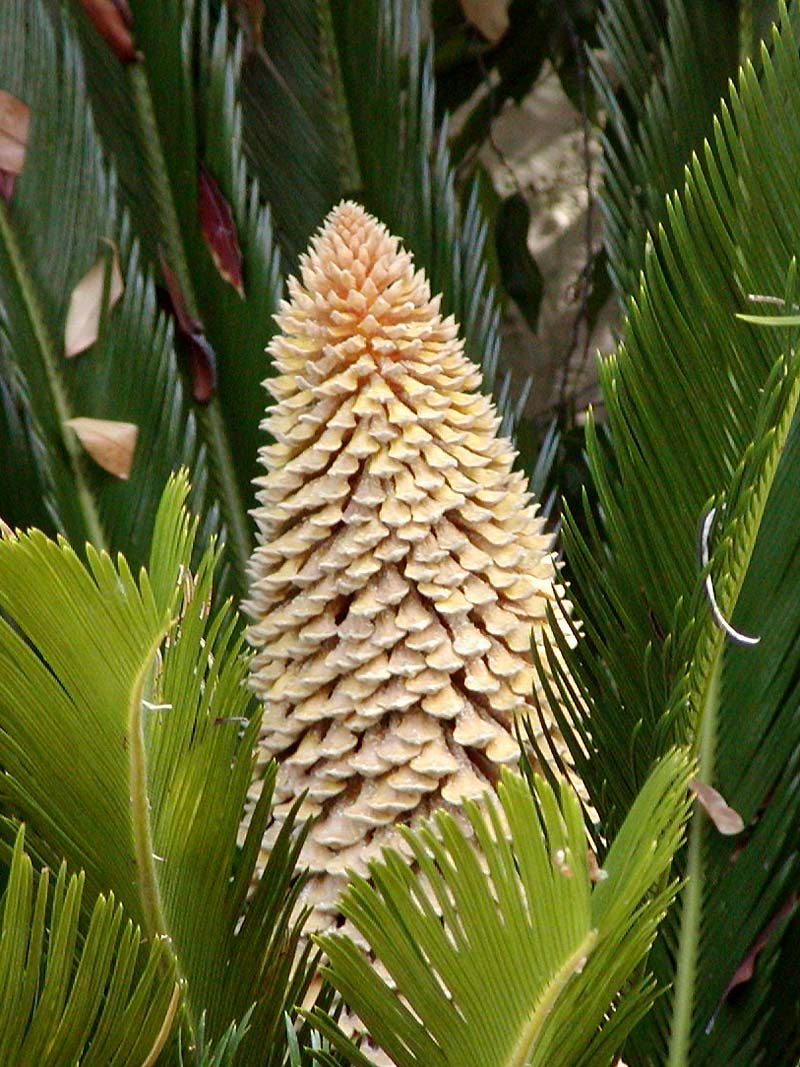
Mannelijke plant met kegel

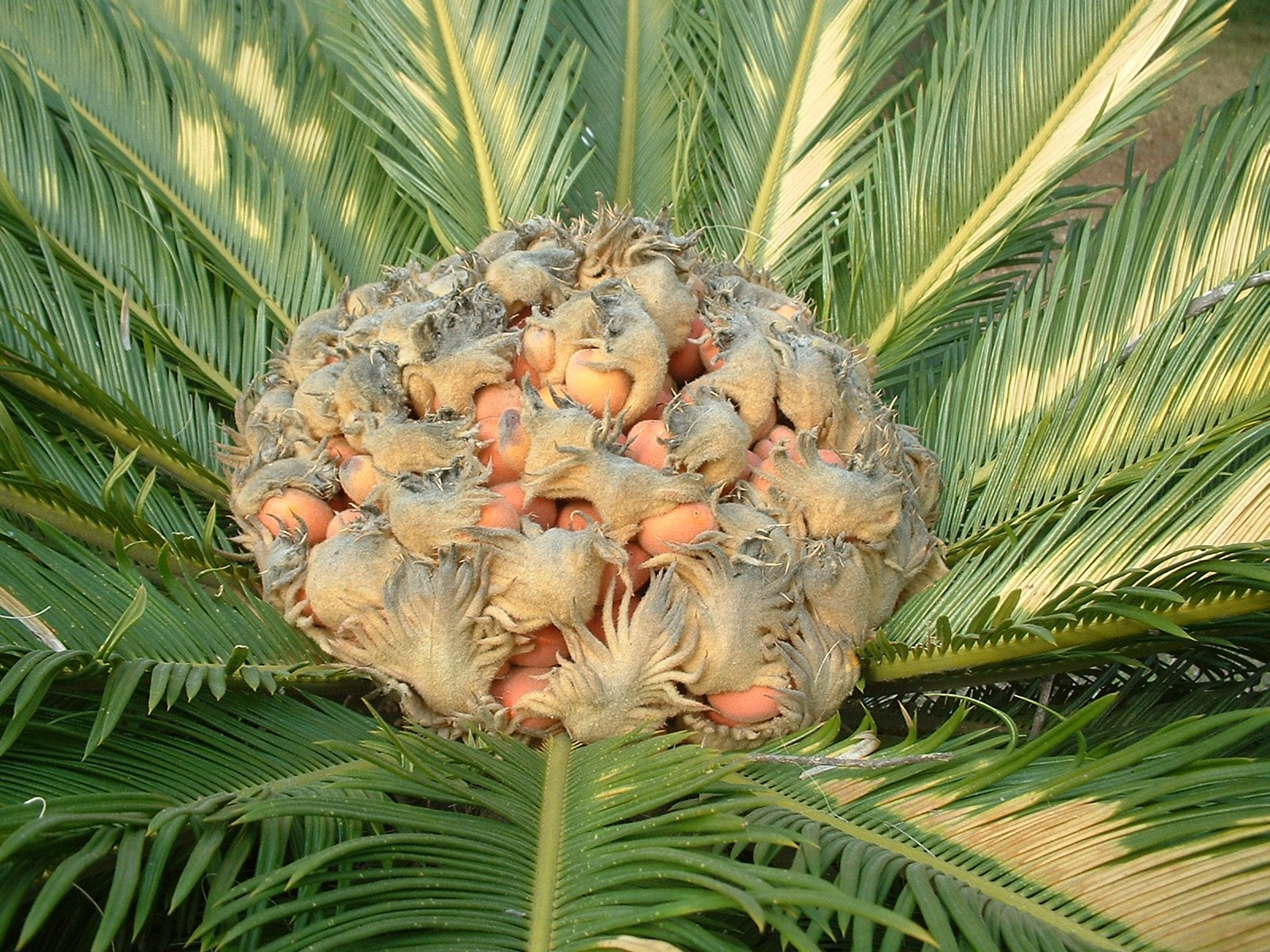
Bladeren en vrouwelijke kegel

... · 
C. circinalis (Ingerolde palmvaren) · 
C. media · 
C. platyphylla · 
C. revoluta · 
...